# Canal de Istambul

Mapa da rota proposta para o Canal de Istambul

Canal de Istambul (em turco: Kanal İstanbul) é um projeto para uma hidrovia artificial ao nível do mar planejada pela Turquia na Trácia Oriental, conectando o Mar Negro ao Mar de Mármara e, portanto, aos mares Egeu e Mediterrâneo. O Canal de Istambul dividiria o atual lado europeu de Istambul e, dessa forma, tornaria a cidade uma ilha entre a Ásia e a Europa (a ilha teria uma linha costeira com o Mar Negro, o Mar de Mármara, o novo canal e o Bósforo). A nova hidrovia contornaria o atual Bósforo.
O canal tem como objetivo minimizar o tráfego marítimo no Bósforo. A previsão é que tenha capacidade para 160 trânsitos de embarcações por dia, semelhante ao volume atual de tráfego pelo Bósforo, onde o congestionamento deixa os navios em filas por dias para atravessar o estreito. Alguns analistas especularam que a principal razão para a construção do canal é contornar a Convenção de Montreux, que limita o número e a tonelagem de navios de guerra de potências não pertencentes ao Mar Negro que podem entrar no mar através do Bósforo, bem como proíbe portagens no tráfego que passa por ele. De fato, em janeiro de 2018, o primeiro-ministro turco, Binali Yıldırım, anunciou que o Canal de Istambul não estaria sujeito à Convenção de Montreux.
O projeto do Canal de Istambul também inclui a construção de portos (um grande terminal de contentores no Mar Negro, perto do Aeroporto de Istambul), centros logísticos e ilhas artificiais a serem integradas ao canal, bem como novas áreas residenciais resistentes a terramotos ao longo do canal.
Espera-se que o financiamento do canal seja feito por meio de um modelo de construção-operação-transferência, mas também pode ser financiado por meio de parcerias público-privadas. O governo espera gerar 8 bilhões de dólares em receitas por ano com o Canal de Istambul, em parte através de uma taxa de serviço para trânsitos. Críticos, como Korkut Boratav, questionaram esse número e disseram que as receitas líquidas poderiam ser negativas. Outras críticas incluem a necessidade de direcionar recursos para a concentração na preparação para sismos e na resolução de questões económicas e potenciais impactos ambientais negativos.

## História
Um canal que ligue o Mar Negro ao Mar de Mármara foi proposto pelo menos sete vezes. A primeira proposta foi feita pelo sultão otomano Solimão, o Magnífico (reinou de 1520 – 1566). Dizem que seu arquiteto, Mimar Sinan, elaborou os planos para o projeto. O projeto foi abandonado por razões desconhecidas.

### Propostas modernas
O consultor do Ministério da Energia da Turquia, Yüksel Önem, sugeriu a construção de uma hidrovia alternativa ao Bósforo na revista de 1985 da Instituto Turco de Normalização e na revista Science and Technical do Conselho de Pesquisa Científica e Tecnológica da Turquia em 1990.
Em 1991, Nusret Avcı, chefe da Comissão Ambiental do Município Metropolitano de Istambul, propôs que um canal 23 quilômetros fosse construído por entre Silivri e Karacaköy. Ele sugeriu que este canal reduziria significativamente os riscos do tráfego marítimo e da poluição no Bósforo.
Finalmente, em 17 de janeiro de 1994, pouco antes das eleições locais, o líder do Partido de Esquerda Democrática (DSP), Bülent Ecevit, propôs um canal que ligaria o Mar Negro ao Mar de Mármara.
O Canal Istambul foi anunciado pelo presidente Recep Tayyip Erdoğan em junho de 2021. Seria grande o suficiente para acomodar navios da classe VLCC.

## Projeto

### Propósito

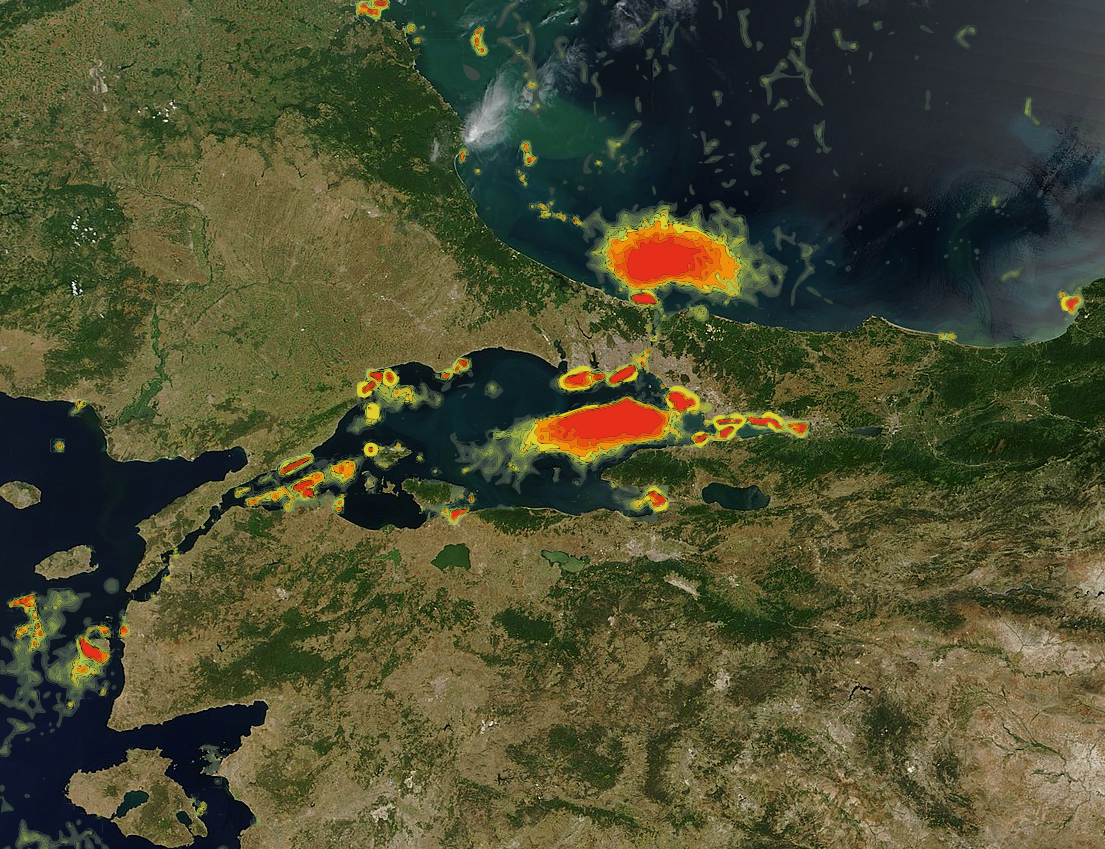
Mapa de calor da atividade do tráfego marítimo perto do Bósforo. Os navios estão estacionados esperando para passar pelo Estreito de Istambul

O objectivo declarado do projecto é reduzir o grande tráfego marítimo através do Bósforo e minimizar os riscos e perigos associados, em particular, aos petroleiros.
Cerca de 41 mil navios de todos os tamanhos passam anualmente pelo Estreito de Istambul, entre eles 8 mil petroleiros transportando 145 milhões de toneladas de petróleo bruto. A pressão internacional está a aumentar para aumentar a tonelagem do tráfego marítimo através dos estreitos turcos, o que traz riscos para a segurança da navegação marítima durante a passagem. O Bósforo recebe quase três vezes mais tráfego que o Canal de Suez. O canal ajudará ainda mais a prevenir a poluição causada pelos navios de carga que passam ou atracam no Mar de Mármara antes da entrada sul do Bósforo.
De acordo com dados do Ministério dos Transportes e Infraestrutura da Turquia, houve uma diminuição na quantidade total de embarcações, mas um aumento na quantidade de embarcações muito grandes e na arqueação bruta total.

### Construção
Em 26 de junho de 2021, começou a construção da Ponte Sazlıdere, que Erdogan também afirmou ser o início da construção do canal.

### Custo
O presidente turco Recep Tayyip Erdogan e os funcionários do Município Metropolitano de Istambul declararam que a construção do Canal de Istambul custará cerca de 10 bilhões de dólares americanos. O governo central apresentou um modelo de construção-operação-transferência como sua principal preferência, mas utilizará fundos do orçamento nacional, se necessário. Espera-se que entre 8 mil e 10 mil pessoas sejam empregadas durante a fase de construção do projeto, enquanto entre 500 e 800 pessoas serão empregadas durante a fase operacional.

### Impacto ambiental
O Mar Negro tem 50 cm mais alto que o Mármara e menos salgado. As simulações preveem que, ao contrário do Bósforo, que flui em ambas as direções, a água raramente fluiria para norte através do canal, mas quase sempre para sul, o que tornaria os 25 m superiores do Mármara menos salgados. No entanto, os ecossistemas de ambos os mares podem ser afectados. O projeto foi criticado por destruir terras agrícolas e florestais, bem como trilhas para caminhadas, e por contaminar potencialmente as águas subterrâneas com sal e aumentar as cheias. Outras críticas ambientais incluem potenciais alterações na salinidade do Mar de Mármara, levando Istambul a cheirar a sulfureto de hidrogénio.